# Peter Skutenberg
Peter Gudmundsson Skutenberg, tidigare Skute, född 11 augusti 1613 i Linköping, Östergötland, död 2 mars 1670, var en svensk militär. Han var stamfar för adliga ätten Skutenberg.

## Biografi
Peter Skutenberg föddes 1613 i Linköping. Han var son till borgmästaren Gudmund Gudmundsson och Brita Pedersdotter Skute i Linköping. Skutenberg blev 26 september 1632 student vid Uppsala universitet och blev 1636 förare i Tyskland. Han blev 1636 fänrik vid Tavastehus regemente och 1639 löjtnant vid nämnda regemente. År 1641 blev han kapten i Åbo läns regemente och 1642 kapten i Östgöta infanteriregemente. Skutenberg slutade sin tjänstgöring 1658. År 1659 arbetade han vid skärgårdsförsvaret i Östergötland. Han adlades 19 december 1662 till Skutenberg och introducerades 1664 i Sveriges riddarhus som nummer 715. Skutenberg avled 1670 och begravdes i Östra Ryds kyrka, där ett huvudbaner över hon sattes upp.
Skutenberg ägde gården Banka i Svinstads socken, som han fick 8 februari 1655 efter sin svärfader Anders Watz. Han ägde även gården Syttorp i Östra Ryds socken.

### Familj
Skutenberg gifte sig första gången 21 maj 1646 med Helena Watz (död 1664). Hon var dotter till överstelöjtnanten Anders Watz vid Östgöta infanteriregemente och Margareta Mattsdotter. De fick tillsammans barnen Peter Skute (1647–1648) och hovjunkaren Salomon Skutenberg (1655–1693) hos Magnus Gabriel De la Gardie.
Skutenberg gifte sig andra gången 1 januari 1663 i Risinge församling med Anna Christina Ödla (död 1699). Hon var dotter till residenten Anders Ödell och Agneta Kijl född i frälseätten Kijl. De fick tillsammans en dotter (död före 1688).